# Taylors Falls
Taylors Falls è una città degli Stati Uniti d'America, situata in Minnesota, nella contea di Chisago.